# Ariel Lascarro Tapia
Ariel Lascarro Tapia (El Carmen de Bolívar, Bolívar, Colombia, 3 de noviembre de 1967) es un prelado colombiano nombrado Obispo de la Diócesis de Magangué por el Papa Francisco, el 21 de noviembre de 2014.

## Vida
Ariel Lascarro Tapia nació el 3 de noviembre de 1967 en El Carmen de Bolívar, Bolívar, Colombia, del matrimonio conformado por José Luis Lascarro y Blanca Genis Tapia. Es el quinto de siete hermanos.Es bachiller del Colegio Arquidiocesano La Consolata en Cartagena. 

## Estudios
De 1987 a 1993 hizo sus estudios de Filosofía y Teología en el Seminario Regional Juan XXIII de Barranquilla. 
Es Licenciado en Teología Dogmática en la Universidad de Navarra, España, donde hizo estudios de especialización de 2003 a 2005.
Ha tenido la oportunidad de adelantar diferentes cursos académicos: Pastoral Urbana, en el Instituto Teológico Pastoral para América Latina - ITEPAL; Espiritualidad y animación Misionera en el Centro Internacional de Animación Misionera en Roma; curso para Formadores de Seminarios Mayores en el CELAM; curso de actualización teológica, diálogo interreligioso y salvación cristiana en la Universidad de la Sabana en Bogotá; Curso internacional sobre formulación de proyectos sociales en la Fundación Francisca Radke en Cartagena; taller de capacitación de agentes de Animación Bíblica de la Pastoral en el Centro Bíblico Pastoral del CELAM.

## Sacerdocio
Fue ordenado sacerdote el 22 de octubre de 1994 en Cartagena, por Monseñor Carlos José Ruiseco Vieira, entonces arzobispo de Cartagena.
Durante su ministerio sacerdotal desempeñó los cargos de vicario parroquial en la Parroquia Santa Catalina de Alejandría (1994), vicario en Nuestra Señora del Miembro del Carmen y administrador parroquial del Espíritu Santo (1995), párroco en San Estanislao Kostka y en La Inmaculada Concepción de Soplaviento (1996-1997), Administrador parroquial de San Nicolás de la Rosa (1997), Párroco en María Madre de los Pobres y en Cristo Salvador (1997-1998), De 1997 a 2003 se desempeñó como Responsable de la Pastoral Vocacional de la Arquidiócesis, delegado para la Infancia Misionera; profesor del Seminario Provincial San Carlos Borromeo de Cartagena y Director del Año Intermedio del Seminario Mayor, encargado de la Pastoral de Seminaristas y miembro del Consejo presbiteral; además, Párroco en María Madre de la Iglesia (2000-2003), Responsable de Pastoral Vocacional de la Arquidiócesis (2006-2007), Párroco en Santa Catalina de Alejandría, profesor y director del año intermedio del Seminario Mayor San Carlos Borromeo (2006 - 2011), Delegado de la animación Bíblica de la Pastoral (2010), miembro del Consejo de Consultores (2005 - 2014), párroco en Nuestra Señora del Perpetuo Socorro en Bocagrande (2011 - 2014), vicario de Pastoral en la Arquidiócesis de Cartagena (2011 - 2014).

## Episcopado
Recibió la consagración episcopal en la Iglesia de Santo Domingo de la ciudad de Cartagena, el sábado 17 de enero de 2015, por Monseñor Jorge Enrique Jiménez Carvajal, arzobispo de Cartagena. Actuaron como primeros co-consagrantes Monseñor Ettore Balestrero, Nuncio Apostólico en Colombia y Monseñor Carlos José Ruiseco Vieira, Arzobispo Emérito de Cartagena. 
Tomó posesión de la sede Episcopal de Magangué el 24 de enero de 2015, de manos de monseñor Ettore Balestrero, nuncio apostólico del Papa Francisco en Colombia, en la Catedral Nuestra Señora de la Candelaria de Magangué, (Bolívar).
| Predecesor: Jorge Leonardo Gómez Serna. OP. | Diócesis de Magangué 24 de enero de 2015 - | Sucesor: En el Cargo |